# カラバル
座標: 北緯4度57分00秒 東経8度19分30秒 / 北緯4.95000度 東経8.32500度
カラバル(Calabar)

はナイジェリア南東沿岸部のクロスリバー州の州都。
旧名はエフィク語でアクワ・アクパ。

カラバル川と大クワ川、クロス川に近い。
2013年の人口は約31.8万人で、面積は約400km2。

## 歴史
カラバル王国(アクワ・アクパ)が存在した。

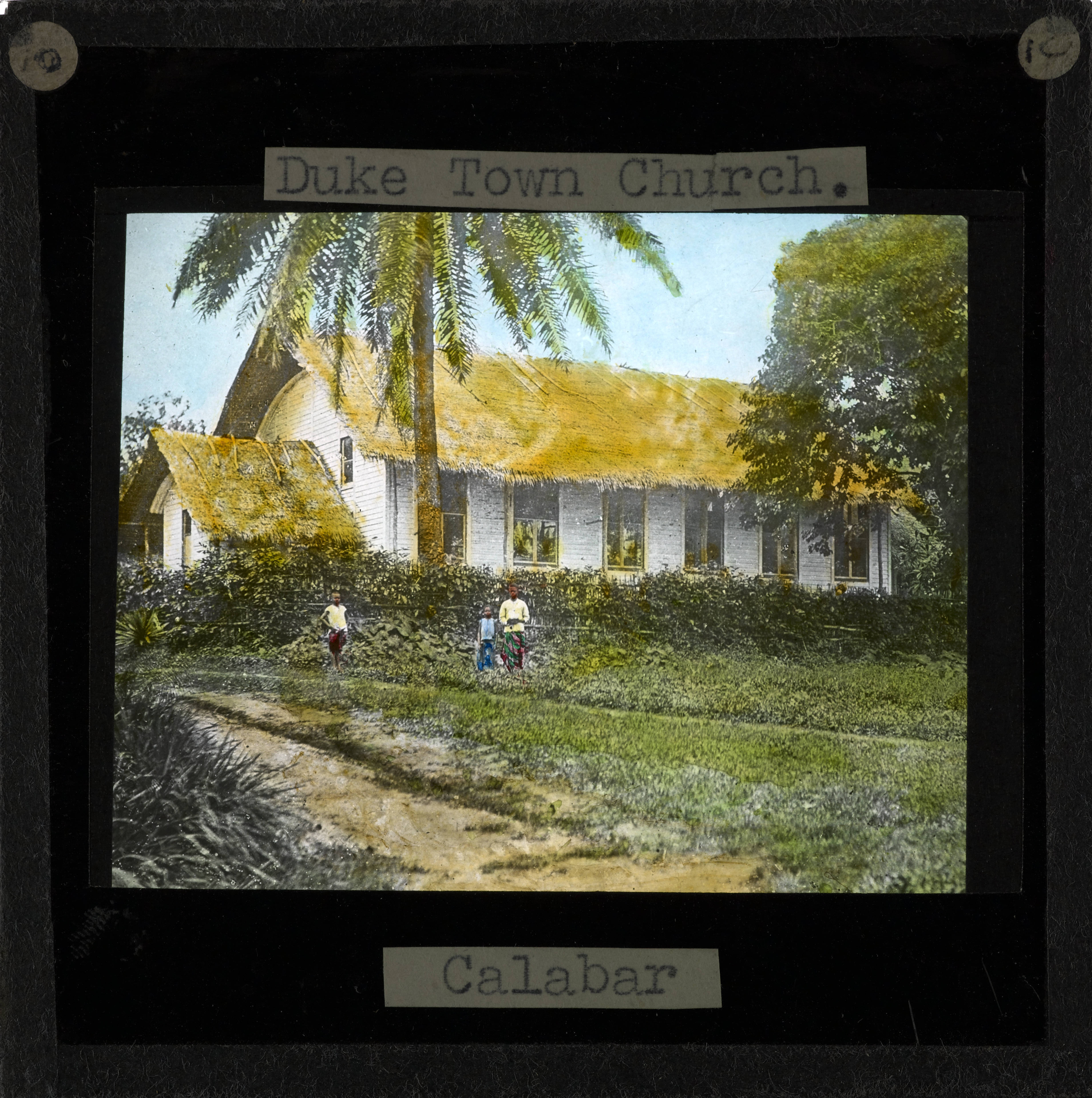
19世紀のドゥーク町教会

16世紀には、椰子油等を輸出する国際港だった。

大西洋奴隷貿易時代には、アフリカ人奴隷を輸出する主要港だった。
殆どの奴隷船がイギリス船で、ブリストルやリバプールの商人が85%を占めた。

旧カラバルと西隣のクリーク町は、奴隷貿易で繁栄した。
1815年、イギリスの軍艦がカラバルを訪れ、7人のスペインとポルトガルの奴隷商人を拘束した。

奴隷は主にイボ人だった。

奴隷で作家のジョン・ジーはこの地域出身だった。
ムラート商人の小さな村が有った。
1884年、ニジェール川保護国の首都になった。

## 教育
- カラバル大学（英語版）
- ナイジェリア海軍中学校

## 気候
- 熱帯モンスーン気候(Am)
- 10ヶ月の雨季と2ヶ月の乾季
- ハルマッタンは少ない
- 気温は一年を通して安定、最高気温は25～28℃
- 夜間は昼間より2～3℃涼しい
- 年間平均降水量が3000mm弱

| カラバルの気候         | カラバルの気候 | カラバルの気候 | カラバルの気候 | カラバルの気候 | カラバルの気候 | カラバルの気候 | カラバルの気候 | カラバルの気候 | カラバルの気候 | カラバルの気候 | カラバルの気候 | カラバルの気候 | カラバルの気候 |
| 月                     | 1月            | 2月            | 3月            | 4月            | 5月            | 6月            | 7月            | 8月            | 9月            | 10月           | 11月           | 12月           | 年             |
| ---------------------- | -------------- | -------------- | -------------- | -------------- | -------------- | -------------- | -------------- | -------------- | -------------- | -------------- | -------------- | -------------- | -------------- |
| 平均最高気温 °C （°F） | 28 (83)        | 29 (85)        | 29 (85)        | 28 (83)        | 28 (82)        | 27 (80)        | 26 (78)        | 25 (77)        | 26 (78)        | 26 (79)        | 27 (81)        | 28 (83)        | 27.3 (81.2)    |
| 平均最低気温 °C （°F） | 27 (80)        | 28 (83)        | 28 (83)        | 27 (81)        | 27 (80)        | 26 (78)        | 25 (77)        | 24 (76)        | 25 (77)        | 26 (78)        | 26 (79)        | 26 (79)        | 26.3 (79.3)    |
| 降水量 mm （inch）     | 41 (1.6)       | 69 (2.7)       | 157 (6.2)      | 216 (8.5)      | 292 (11.5)     | 394 (15.5)     | 445 (17.5)     | 394 (15.5)     | 409 (16.1)     | 310 (12.2)     | 175 (6.9)      | 50 (2)         | 2,952 (116.2)  |
| 出典：Weatherbase      |                |                |                |                |                |                |                |                |                |                |                |                |                |

## ナイジェリア海軍
海軍の東部司令部が有る。

## 著名人
- ンナムディ・アジキウェ(Benjamin Nnamdi Azikiwe)(1904年～1996年)：ナイジェリア第3代総督。初代大統領。カラバルの学校で学んだ。
- チャールズ・テーラー(Charles MacArthur Ghankay Taylor)(1948年～)：リベリア大統領(1997年～2003年)。旧市街地の宮殿に住んでいた。